# Fredric Dassau
Fredric Wilhelm Dassau, född den 15 december 1786 i Stockholm, död den 6 september 1857 i Västerås, var en svensk militär.
Fredric Dassau var son till grosshandlaren Adolph Dassau och Maria Elsabeth Carré. Han blev officer 1803, kapten vid Svea artilleriregemente 1812, major 1826 och överstelöjtnant 1835. Dassau var överste och chef för Svea artilleriregemente 1840–1853.